# Prosper Portland
A Prosper Portland (korábban Portland Fejlesztési Bizottság) az Oregon állambeli Portland városfejlesztési szervezete. Célja a lakossági, kereskedelmi és városképi fejlesztések végrehajtása a városrehabilitációs körzeten belül.
Partnereinél próbálja elérni a munkahelyi sokszínűséget, azonban ez a lépés vitákat váltott ki.
Mai nevét 2017 májusában vette fel.

## Fordítás
- Ez a szócikk részben vagy egészben  a   Prosper Portland című angol Wikipédia-szócikk ezen változatának fordításán alapul.  Az eredeti cikk szerkesztőit annak laptörténete sorolja fel. Ez a jelzés csupán a megfogalmazás eredetét és a szerzői jogokat jelzi, nem szolgál a cikkben szereplő információk forrásmegjelöléseként.